# Татіхара Мітідзо
Татіхара Мітідзо (立原 道造, Татіхара Мітідзо, 30 липня 1914 - 29 березня 1939) - японський поет і архітектор. Він помер у віці 24 років від туберкульозу, так і не почавши серйозно займатися творчістю. Мічідзо намагався знайти спосіб для міського поета вкорінитися в традиційних звичаях і водночас бути «сучасним».
Хоча Мітідзо був жителем Токіо, він рідко згадував сучасні міські сцени у своїх творах. Окрім кількох згадок про автомобілі, Мітідзо надавав перевагу описам природи. Він описував поїзди як засоби втечі, що рятували його від замкненості в архітектурному офісі.
Природні ландшафти нагір'я Шінано надавали нескінченний парад умовних образів, які Мітідзо використовував у своїй творчості: птахи, хмари, квіти, трави, гори, небо, дерева та вітер. Значна частина його поезії була написана під впливом поетичного імпульсу, через що його творчість часто називали «сентиментальною». Він відкрито писав про свої почуття і висловлював те, що було в його серці, що дозволяло його віршам бути чистими і справжніми.

## Освіта та розвиток
Мітідзо ще в дошкільному віці зацікавився малюванням, і вчителі вважали вундеркіндом. У 1927 році Мітідзо вступив до Третьої середньої школи Моріока, де приєднався до гуртка малювання, де навчився користуватися пастельними олівцями. Він також приєднався до журнального клубу, який навчив його, як подавати рукописи для публікації. До 1929 року «Вісник випускників» надрукував 11 танка, а деякі з його малюнків здобули срібну медаль на студентській виставці.
Мітідзо склав іспити після п'ятого класу середньої школи і одразу вступив до коледжу, вирішивши вивчати природничі науки, що вимагало знання англійської мови. Він приєднався до літературного клубу і перейшов від використання танка до вільного вірша у своїй поезії. Мітідзо також почав читати німецького поета Рільке, а також французьких поетів Валері та Бодлера.
Мічідзо закінчив Перший коледж у 1934 році і вступив до Імператорського університету на трирічний курс навчання за спеціальністю «архітектура». В університеті він три роки поспіль вигравав щорічну премію за найкращий проект або дизайн серед студентів-архітекторів, а також отримав запрошення від п'яти різних літературних журналів надсилати свої роботи. Після закінчення університету його взяли на роботу в Ishimoto Architects, однак йому не подобалася робота, де він відчував себе замкненим і творчо обмеженим, не маючи контролю над своїми концепціями.

## Туберкульоз
У березні 1938 року Мітідзо почав відчувати виснаження і відчуття пригніченості. Він також почав частіше спати і страждати від лихоманки. Лікар призначив йому відпочинок, але Мічідзо вирушив у довгу подорож до північної Хонсю та Нагасакі. У грудні 1938 року він прибув до Нагасакі виснаженим і потрапив до лікарні, де почав кашляти великою кількістю крові. Він повернувся до Токіо, де лікарі призначили йому постійний відпочинок, але туберкульоз вже почав вражати інші життєво важливі органи. Він потрапив до токійського санаторію. До 29 березня 1939 року хвороба повністю перемогла його, і він помер.